# 온양초사초등학교
온양초사초등학교는 대한민국 충청남도 아산시 초사동에 있는 공립 초등학교로 1946년 11월 1일 개교하였다.

## 학교 연혁
- 1946년 11월 1일 온양국민학교 초사분교장 개설
- 1949년 12월 1일 온양초사국민학교 개교
- 1984년 3월 10일 병설유치원 개원
- 1996년 3월 1일 온양초사초등학교로 개칭
- 2023년 12월 29일 제73회 졸업(총 3,384명 졸업)

## 학교 상징
- 교화 - 목련 : 은혜, 존경, 자연에의 사랑을 상징
- 교목 - 향나무 : 사시사철 꿋꿋함과 향기로움을 상징

## 참고 자료
- 온양초사초등학교 - 한국교육학술정보원 학교알리미